# Ação Revolucionária Mexicanista
A Ação Revolucionária Mexicanista (em espanhol: Acción Revolucionaria Mexicanista) (ARM) foi um grupo paramilitar fascista e anti-semita mexicano que operou desde sua fundação em 10 de março de 1934. o final da Segunda Guerra Mundial em 1945. Seus membros eram conhecidos como Camisas Douradas. Eles eram conhecidos assim, pois a maioria deles eram soldados veteranos de Pancho Villa, que chamavam assim seus soldados: os dourados e os charros usavam camisas amarelas. O lema principal era México para los Mexicanos (México para mexicanos). O termo "camisas douradas" nunca foi usado pela organização; foi apenas um apelido que lhe deram amigos e inimigos (a todo o grupo). Eles nunca se chamaram assim. Chamaram-se "Os Dourados", como aparece em seus documentos e propaganda.
A ARM pretendia a expulsão dos imigrantes judeus e chineses do México, bem como o encerramento dos seus negócios. Eles se opunham fortemente aos movimentos trabalhistas e geralmente lutavam contra membros do Partido Comunista Mexicano (PCM). O grupo foi muito ativo na luta contra os sindicatos, com os Camisas Douradas instigando confrontos violentos com os grevistas. Com as suas raízes ultranacionalistas, fura-greves e o apoio da Alemanha nazista, a organização procurou expulsar os chineses, judeus e comunistas do México.
O grupo foi muito ativo na repressão sindical com os Camisas Douradas instigando confrontos violentos com os grevistas. Com suas raízes ultranacionalistas, quebradoresde greves e o apoio da Alemanha Nacional Socialista, a organização buscava expulsar os chineses, judeus e comunistas do México. A organização era financiada pelo Partido Nacional Socialista dos Trabalhadores Alemães; um exemplo claro é o alemão chamado Heinrich Rüdt von Collenberg, embaixador oficial do Terceiro Reich no México, que se expressava sobre os dorados: "Os verdadeiros fascistas do México são os Camisas Douradas, que tomaram como sua bandeira a luta contra o comunismo e os judeus".
Também era apoiado pelo Partido Nacional Fascista italiano e por membros da burguesia mexicana e proprietários de negócios, como Eugenio Garza Sada, embora haja muitos que neguem seu financiamento, argumentando que, como sabemos, Sada foi assassinado em 17 de setembro de 1973 pela Liga 23 de Setembro. Por sua vez, ele teve ligação com a Ação Civil Nacionalista de Nuevo León, que colaborou com a Ação Revolucionária Mexicanista. Os camisas douradas eram apoiados por Plutarco Elías Calles, embora Nicolás Rodríguez negasse qualquer vínculo com Calles, comentando que "Esse rumor era puramente propaganda contra a ARM. Afirmou que sempre foi contrário a ele e que primeiro foi perseguido pelos seguidores de Calles. Se não atacou Calles depois, quando caiu (deixou o poder), foi porque seus próprios protegidos (ou seja, Cárdenas) assumiram a tarefa eles mesmos". Eles também se opunham fortemente à administração de Lázaro Cárdenas.

## Descrição da vestimenta e saudação
Os membros da ARM usam camisas rancheras de tecido dourado brilhante, amarradas na cintura com uma calça preta e um chapéu de palha, e um paliacate vermelho no pescoço. Sobre a camisa amarela, é bordado um escudo de inspiração asteca chamado Yaoyotl. Assim como as camisas negras tinham os Fasces, as camisas pardas a Suástica, os Falangistas o yugo e flechas, etc., os Dorados tinham o Yaoyotl, que em Nahuatl significa Guerra. É formado por um Chimalli (uma arma de defesa) e um Macuahuitl (a arma de ataque) cruzados, formando o Símbolo da Ação Revolucionária Mexicanista, presente em sua propaganda e uniforme. Seu significado mais profundo é de quatro meias-luas e algodão (Ichcatl), que representam a agricultura.
O Chimalli é feito de pele de tigre (jaguatirica) e as meias-luas são de ouro. As franjas são feitas de barba de penas de quetzal, torcidas com fio de ouro. Uma faixa central com as letras A.R.M., nas cores da nossa bandeira, apresenta o programa dos Dorados.
O escudo de Moctecuhzoma Segundo, o mais notável e poderoso senhor da América Pré-Colombiana, de Tenochtitlan até a Nicarágua, era o Chimalli com meias-luas de ouro, todo decorado com símbolos do deus da guerra.  
Sua organização é dividida em ramos, como a infantaria e cavalaria, contando com o apoio de um corpo de enfermagem feminino. Muitas pessoas se perguntam se se trata de uma confraria, uma espécie de clube, ou simplesmente uma excentricidade ridícula, mas não há dúvida de que estamos diante de uma organização de tipo fascista, como as que surgiram recentemente na Itália e na Alemanha. O próprio nome camisas douradas remete às camisas negras e Camisas Pardas desses países. Além disso, assim como seus semelhantes, empregam a tática de inspirar temor e respeito apenas por sua presença, exibem um nacionalismo agressivo, raso, e um declarado anticomunismo, recorrendo constantemente à força. Espero que as autoridades vigiem de perto as atividades desta organização, que replica as atitudes dos fasci di combattimento de Benito Mussolini ou das tropas de assalto de Adolf Hitler.
"O saudação com o braço direito, levantado com o punho cerrado, é a antiga saudação de vitória asteca." Diferente de outras organizações de caráter fascista no mundo, a ARM encontrou uma saudação que a caracterizará e a diferenciará de outros partidos (essa saudação pode ser encontrada na cultura antiga, menosprezada na época por muitos mexicanos), os Dorados deram um sentido próprio a ela, nutrindo-a de misticismo; a saudação era o "Chamado à vitória, o chamado de ataque para salvar o México, a saudação de guerra por excelência".
Essa pose de batalha pode ser encontrada em diferentes representações atuais, assim como em antigos códices; o próprio Huizilopochtli (deus da guerra) aparece personificado levantando o braço com seu Xiuhcoatl. Em algumas ocasiões, os encamisados utilizaram um tipo de garrote, assemelhando-se a um macuahuitl/macana. Cabe esclarecer que, apesar disso, a saudação dos Dorados consistia em 2 passos: primeiro, levava-se a mão ao escudo do "Yaoyotl" e depois erguia-se a mão direita com o punho cerrado.

## Antecedentes
No início da década de 1920, o racismo, a xenofobia e o anti-semitismo começavam a intensificar-se no México. Organizações como o "Comité Pró-Raça"   e a "Liga Nacionalista Antichinesa e Antijudaica" foram criadas em resposta a um grande afluxo de imigrantes para aquele país. Isto foi resultado das crescentes preocupações económicas entre a classe média e trabalhadora mexicana. Como os sino-mexicanos, e em menor grau os judeus, passaram a constituir uma parte considerável da classe mercantil, ocorreram muitos protestos e boicotes contra as empresas chinesas. Os sindicatos mexicanos exerceram pressão política para restringir a imigração chinesa e judaica.
O governo do presidente Pascual Ortiz Rubio enfrentou intensa instabilidade política, agravada pela Grande Depressão. As secas e inundações prejudicaram gravemente a produção agrícola. Em 1932, greves trabalhistas massivas em vários setores estavam eclodindo em todo o país. Plutarco Elías Calles queria “manter os trabalhadores sob controle” em resposta ao apoio que Vicente Lombardo Toledano vinha conquistando entre os trabalhadores. Ortiz Rubio renunciaria à presidência em setembro de 1932 como resultado da influência e poder de Calles no governo.

## Fundação e história
A Ação Revolucionária Mexicanista foi fundada em 1933 por Nicolás Rodríguez Carrasco, simpatizante do ultranacionalismo e do pensamento reacionário e antissemita de figuras como Adolf Hitler, José Vasconcelos ou Benjamín Argumedo, autor intelectual do massacre de chineses na cidade de Torreón. A ARM foi fundada em 25 de setembro de 1933 no Comitê Pró Raza do Distrito Federal (hoje Cidade do México). A organização declarou que o seu objetivo fundamental era o moral e o engrandecimento do México, afirmando que a sua luta “não foi uma ofensiva contra os estrangeiros, mas uma defesa dos interesses nacionais”.

### Motim de 1935
As tensões entre Elias Calles e Cárdenas aumentaram e este último aumentou os esforços de repressão dos Camisas Douradas. Em 20 de novembro de 1935, um violento confronto entre comunistas e fascistas durante o desfile do Dia da Revolução no Zócalo resultou em 3 mortes e mais de 40 feridos, incluindo Rodríguez Carrasco, que foi esfaqueado duas vezes no abdômen e ficou gravemente ferido. Para os Camisas Douradas, os provocadores foram os comunistas e, como vingança, assumiram os cargos do Partido Comunista Mexicano. Posteriormente, atacaram a bala a casa do líder socialista Vicente Lombardo Toledano.
O incidente gerou indignação pública em todo o país contra a Ação Revolucionária Mexicana. O Senado mexicano procurou proibir a organização um dia após os tumultos. Foram realizados protestos públicos contra o grupo e as suas actividades anti-sindicais e o governo Cárdenas recebeu um número esmagador de pedidos para proibir a organização.

### Saída de Rodríguez Carrasco
Em fevereiro de 1936, o grupo participou de manifestações anticomunistas em Monterrey e Puebla. O comício de Monterrey foi filmado pelo diretor de cinema e simpatizante da ARM, Gustavo Sáenz de Sicília. Membros da organização se envolveram em tiroteios entre policiais, deixando 10 mortos. Como consequência deste incidente, em 27 de fevereiro de 1936, Cárdenas ordenou a dissolução do grupo.
Poucos meses depois, Rodríguez Carrasco foi preso por promover "conflitos interlaborais" e foi forçado a partir para o Texas em agosto de 1936, de onde continuou a liderar o grupo até sua morte em 1940. A ARM posteriormente estabeleceu um novo centro em Torreón após após a expulsão de Rodríguez Carrasco, eles viajaram pelos Estados Unidos em 1937 e arrecadaram dinheiro de fãs americanos.

### Enfraquecimento
A posse de Manuel Ávila Camacho aparentemente pôs fim à proibição da Acção Revolucionária Mexicanista. Após a morte do líder Rodríguez Carrasco, surgiram duas facções distintas lideradas por Aniceto López Salazar e Joaquín Rodríguez Carrasco (irmão de Nicolás). Ambas as figuras afirmaram ser os verdadeiros herdeiros da organização. As facções López Salazar e Joaquín estavam baseadas na Cidade do México e no estado de Chihuahua, respectivamente. A facção de Joaquín Rodríguez Carrasco manteve os objetivos originais da organização, já que os membros mais radicais e militantes compunham este grupo. Observou-se que a facção de López Salazar desenvolveu sentimentos antifascistas, menos xenofobia e anti-semitismo, ao mesmo tempo que se opôs implacavelmente ao comunismo e às greves laborais. 
Esta facção também foi notada por ter sido muito mais receptiva ao governo, já que López Salazar repudiou publicamente de forma consistente as ações violentas do grupo no passado. López Salazar e outros membros da sua facção reuniam-se rotineiramente com funcionários do governo para discutir o papel dos paramilitares na “manutenção dos interesses nacionais”.
A organização desapareceria no mesmo período em que terminou a Segunda Guerra Mundial.

## Ideologia
A ideologia da Ação Revolucionária Mexicanista foi fortemente influenciada pelos ideais fascistas europeus do século XX, principalmente alemães e italianos. Os Camisas Douradas se opunham ao conceito marxista de luta de classes e consideravam o comunismo um movimento subversivo e "desordenado". O fundador e líder Nicolás Rodríguez Carrasco expressou-se sobre Adolf Hitler:

Hitler, um ex-soldado insignificante da guerra mundial, mas um homem de uma visão muito clara e de um amor insuspeitado pelo seu país; Ele cobriu num só olhar o grande problema do perigo judaico, amadureceu seus planos, e quando se viu senhor da Alemanha, enfrentou corajosamente a situação e expulsou sem piedade, num ato brilhante e audacioso, todos os judeus residentes no Reich.